# Fitbit

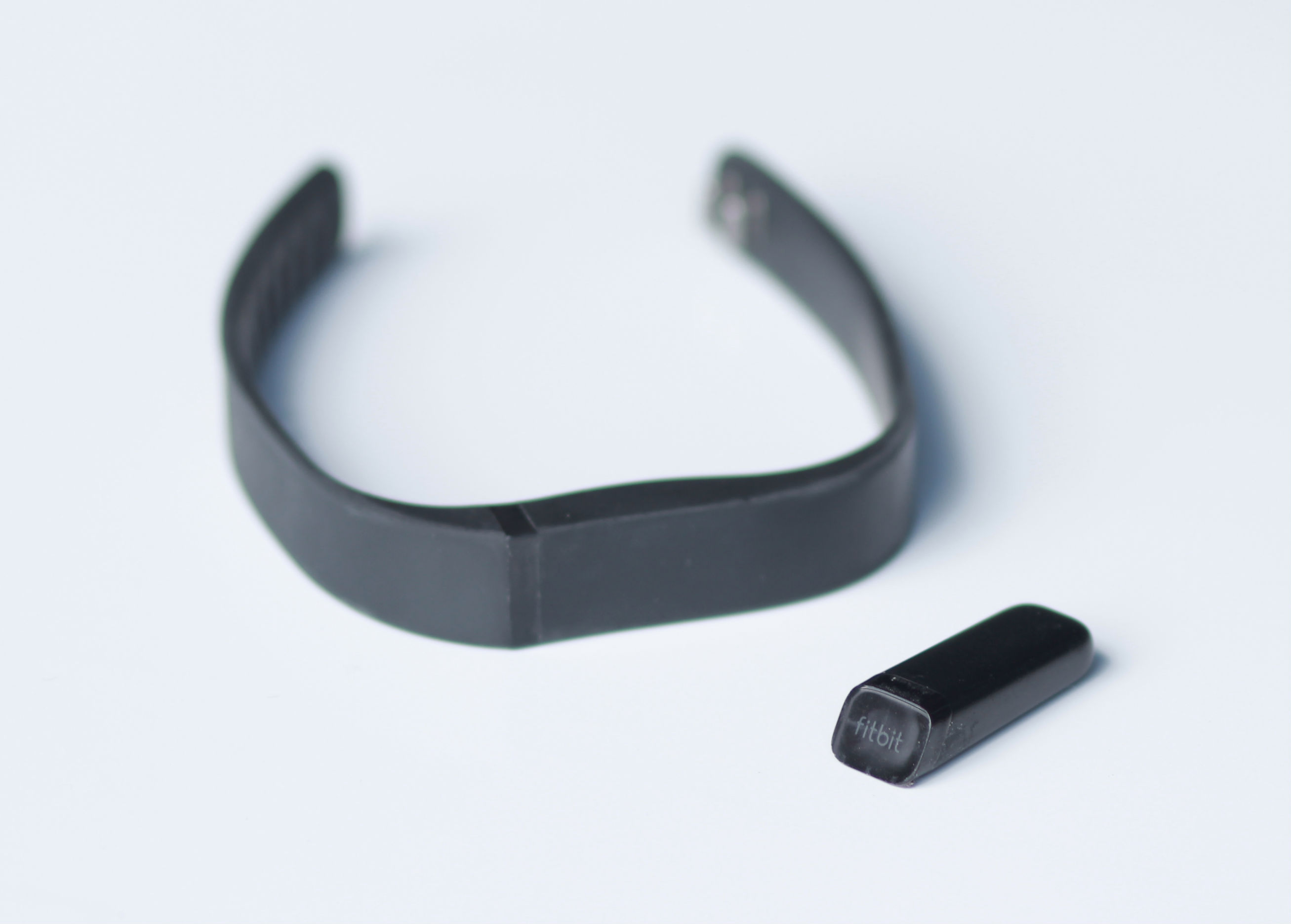
Fitbit Flex。写真では、本体部分が交換可能なリストバンドから取り外されている。

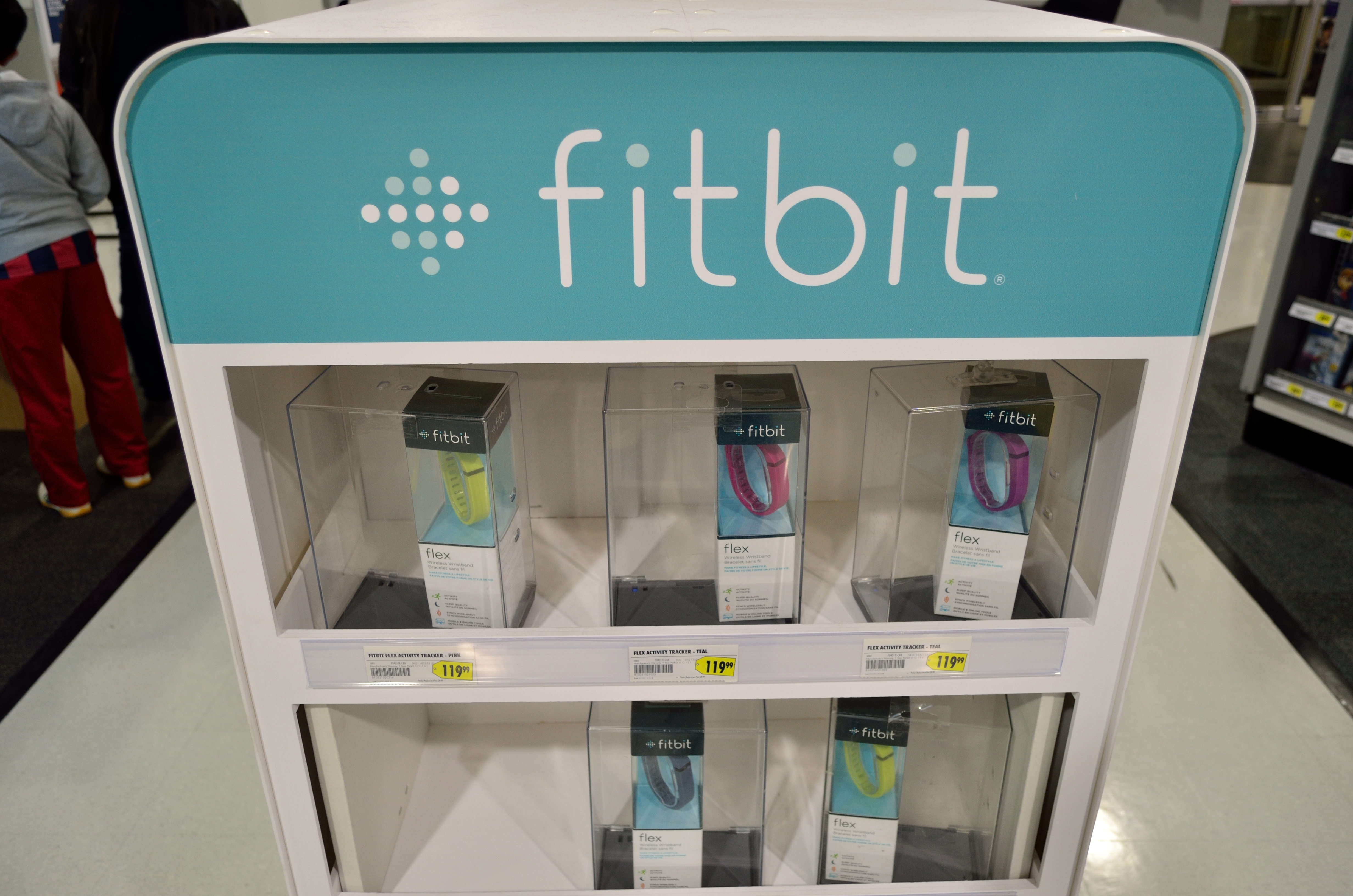
専用のFitbitの小売販売スタンド。さまざまな種類のFitbit Flexトラッカーが並んでいる。

Fitbit, Inc.（フィットビット）は、カリフォルニア州サンフランシスコに本社を置く、アメリカの家庭用電化製品およびフィットネスの企業である。製品には、歩数、心拍数、睡眠の質、階段の昇降の歩数、その他のフィットネスに関係する個人のメトリクスなどを測定する、アクティビティトラッカー、スマートウォッチ、ワイヤレス接続可能なウェアラブル技術のデバイスがある。2007年10月までは、Healthy Metrics Research, Inc.という名前だった。これらのデバイスは身体活動を増やしているように見えるが、実際に健康の改善につながる証拠は明らかにはされていない。2019年、GoogleはFitbitを21億ドルで買収する予定であることを発表した。取引は、アメリカ合衆国とヨーロッパの規制当局の承認を経て、2021年1月に完了した。
2020年3月10日のIDCの報告によると、販売台数の点で、FitbitはXiaomiとAppleに続く世界で5番目に大きなウェアラブル企業であると考えられ、2019年には年間14.8%の成長を遂げている。Fitbitは、1億台のデバイスを販売し、2800万のユーザーがいると報告している。

## 歴史
Fitbitは、2007年3月26日にJames Park（CEO）とEric Friedman（最高技術責任者）によってカリフォルニア州サンフランシスコに本社を置く会社として設立された。2015年5月18日、FitbitはNYSE上場でIPOを申請したと発表した。IPOは3億5800万ドルで申請された。会社の株式は、2015年6月18日からシンボル「FIT」で取引されるようになった。Fitbitの株式が2016年に50%以上下落すると、CEOのJames Parkは10月に、彼の言葉では「消費者家電企業」から「デジタルヘルスケア企業」への大きな転換が行われていることを発表した。
2018年2月、FitbitはAdidasとの提携を行い、AdidasブランドのFitbit Ionicを発売することを発表した。スペシャルエディションのIonicは2018年3月19日に発売された。
2018年8月、Blue Cross Blue Shield AssociationはFitbitとのパートナーシップを結び、BCBSFitbitのウェアラブルおよびフィットネストラッカーをBlue365プログラムに含めることを発表した。